# Lolita Sevilla
María de los Ángeles Moreno Gómez, conocida artísticamente como Lolita Sevilla (Sevilla, 20 de marzo de 1935 - Madrid, 16 de diciembre de 2013) fue una cantante y actriz española.

## Biografía

### Inicios
Debutó como bailarina a los diez años, con los Hermanos Murillo en el Teatro de San Fernando, cuando aún vivía en la calle San Vicente esquina con la calle Guadalete, frente al convento de las Madres Mercedarias de Sevilla. Era la única niña de cinco hermanos. Su padre trabajaba en la lonja de contratación de pescado «El Barranco», concretamente regentaba el bar de la lonja. Desde los siete años se escapaba del colegio para acudir a ver las clases de baile en la Academia de Realito. Cuando contaba ocho años, ya sabía mover los brazos y arrancarse por bulerías, y mostraba gran interés por la cinematografía, siendo sus ídolos Clark Gable y Greta Garbo. En una de sus actuaciones adoptó su nombre artístico, cuando le prestaron o alquilaron un carné profesional que estaba a nombre de una bailarina llamada Dolores Sevilla, ya que la ley impedía a los menores actuar en las variedades. Con trece años debutó en Madrid, con la compañía de Galas Juveniles de Cipriano Gómez Lázaro, Chavalillos sevillanos, formando pareja artística con Manolo León, ella bailando y él cantando. Es en esta época cuando, tras cambiarle la voz a Manolo tras la pubertad, deja de bailar en los espectáculos para comenzar a cantar y él empieza a bailar.
Después de viajar por gran parte de España y Portugal, actuando en dicha compañía, regresa a Madrid donde es contratada como primera figura en la famosa sala "Parque Jardín Villa Rosa".
En 1952 participó como figurante en la película María Morena, interpretando un villancico a coro, Los gitanillos en Navidad.

### Bienvenido, Mister Marshall
A los diecisiete años le llegó la gran oportunidad profesional al ser seleccionada por Luis García Berlanga para interpretar el papel de Carmen Vargas en Bienvenido, Mister Marshall (1953). Esta película resultó ser para Lolita Sevilla una decepción, primero, y la razón de su fama, después. Ella inició el rodaje suponiendo que era una típica producción folclórica que le permitiría lucirse musicalmente, pero luego vio que «le habían robado la película»: Berlanga estaba rodando realmente una parodia que hábilmente eludió la censura del franquismo. 
La película tuvo una entusiasta acogida en el Festival de Cannes y fue, pasado el tiempo, uno de los títulos más célebres y aclamados de la historia del cine español. Catapultó a Lolita Sevilla a la popularidad, pero no al modo convencional, y su recuerdo ha quedado invariablemente vinculado al personaje y sobre todo a su interpretación del tema musical central de la película, "Coplilla de las divisas" (conocida como "Americanos"), que se convirtió en un icono de la música popular y folclórica española del siglo XX. Por dicho papel cobró 200.000 pesetas.
A pesar de su éxito, Lolita Sevilla se mantuvo accesible, sin divismos: cuando volvía a su tierra natal saludaba alegre a todos sus conocidos.

### Otros filmes
La Chica del Barrio (1956) fue su primera película como protagonista junto a Pepe Blanco, seguida de Tremolina (1957) junto a Angelillo y proviniendo de los Álvarez Quintero, ambas dirigidas por Ricardo Núñez Ricardo. Junto a Luis Mariano intervino en Aventuras del barbero de Sevilla (1954). El título más popular fue Malagueña (1956) interpretada con Antonio Molina.
Tras firmar un contrato con Benito Perojo, rodó otras siete películas en la década de los cincuenta e interpretó la revista  Lava la señora, lava el caballero, con música del Maestro Quiroga y junto a Tony Leblanc.

### Grabaciones musicales
La discografía de Lolita Sevilla es muy extensa. Las primeras grabaciones de la artista aparecen en la década de los 50 y se extienden en el tiempo hasta los años 90. En 1954 interpreta la conocida copla Cántame un pasodoble español de Leblanc, Lehmberg y Quiroga. Como sucedía en mediados de siglo, sus trabajos aparecían en formato EP, es decir, pequeños discos de 4 canciones. Su primer Long Play se publicó en 1969. En él que se incluye la canción "Morriña", que interpreta en gallego (su abuelo era de Pontevedra). Este LP está compuesto de 12 temas entre los que destacan: "Ciego en Granada", "La hija de Don Juan Alba", "Con las bombas que tiran", "Si yo tuviera rosas" y el villancico "Noche de Navidad". Ese año también ofreció un recital en la capital francesa.
En 1978 grabó para el popular programa de TVE Cantares, presentado por Lauren Postigo: interpretó "Una jaca cartujana", "La hija de Don Juan Alba", "Con las bombas que tiran" o su gran éxito "Cántame un pasodoble español". Años antes, en 1972, publicó un álbum donde aparecen "La Zarzamora" o "La dulce habanera". El 19 de octubre recibió una carta de agradecimiento del embajador belga por una actuación en Bruselas.
Uno de sus trabajos más conocidos es el LP titulado Suspiros de España publicado en 1985. En el aparecen "Una jaca cartujana", "Nací en Sevilla", "Parque de María Luisa", "Garbo y salero de España"..." Su interpretación de "Suspiros de España", también incluida en este trabajo era especialmente reconocida, prueba de esto es que la versión se escoge para un álbum triple que el gobierno español publica en los años 80 dedicado a la emigración.
En 1989 grabó para el programa de Canal Sur Las Coplas; ese mismo año se publicó el álbum Un abanico español que apareció en formato digital además de en LP y casete.
Su último CD apareció en el mercado en el año 1996: Enamorada de la copla. El álbum incluye tres temas populares que hasta el momento estaban discográficamente inéditos, y que son de las últimas creaciones que hicieron Rafael de León y Juan Solano. En total son doce los temas que tiene el compacto: dos sevillanas, cuatro pasodobles, un vals mazurca, un rock español, dos boleros españoles, una bulería y una rumba.
Posteriormente, su carrera fue languideciendo hasta su retirada definitiva de los escenarios tras perder a su marido en 1997.

### Premios y reconocimientos
Entre los reconocimientos que se le han otorgado a Lolita Sevilla destaca el título de "Hija Adoptiva de Torrevieja" y "Escudo de Oro de Torrevieja", concedidos en 1987, el galardón "Caballa de Oro" de Ceuta en 1970 o el de "Novia de Cádiz", reconocimiento que se le prometió en 1961 al caerse de una carroza durante el Carnaval de Cádiz y se le concedió oficialmente en 1975.
En 1996, recibió el premio "Tenedor de Oro" entregado por la Asociación de Empresarios de la Hostelería de Torrevieja.
Medalla de oro al mérito artístico, concedida por la revista Magazine 73 de Bogotá.

### Fallecimiento
Falleció en el Hospital General Universitario Gregorio Marañón de Madrid, en el mismo barrio donde residía, el 16 de diciembre de 2013 a los 78 años, debido a complicaciones surgidas por una perforación de estómago, sumada a un delicado estado de salud maltrecho por una isquemia intestinal y problemas en sus huesos. Dejó toda su herencia a su querido hermano Marcial.
Su residencia en Madrid estaba en la calle Antonio Arias.
También tenía una vivienda en Torrevieja, localidad que eligió como su segunda residencia, y desde 1955 pasaba largas temporadas en un chalet situado en Cala de la Zorra, al norte de la ciudad, y que llamó “Villa Giralda”. En 1973 dedicó a la ciudad de Torrevieja dos canciones de su discografía, Torrevieja Marinera y Dulce Habanera.
Su hermano Antonio, de 42 años entonces, falleció a principios de 1980 a consecuencia de una caída fortuita en las escaleras del Metro de Madrid.

## Filmografía

### Cine
| Año  | Título                                     | Personaje          | Dirección                        |
| ---- | ------------------------------------------ | ------------------ | -------------------------------- |
| 1975 | Canciones de nuestra vida                  |                    | Eduardo Manzanos                 |
| 1967 | Lo que cuesta vivir                        | Leonor             | Ricardo Núñez                    |
| 1958 | Habanera                                   | Rosa María Estrada | José María Elorrieta             |
| 1957 | El fotogénico                              | Carmen Reyes       | Pedro Lazaga                     |
| 1956 | Tremolina                                  | Lolilla            | Ricardo Núñez                    |
| 1956 | Malagueña                                  | Laura Reyes        | Ricardo Núñez                    |
| 1955 | La Chica del Barrio                        | Susana             | Ricardo Núñez                    |
| 1954 | Tres citas con el destino (sermento Cádiz) | Gloria             | Florián Rey                      |
| 1954 | Aventuras del Barbero de Sevilla           | Pepilla            | Ladislao Vajda                   |
| 1953 | Bienvenido, Mister Marshall                | Carmen Vargas      | Luis García Berlanga             |
| 1953 | María Morena                               |                    | José María Forqué y Pedro Lazaga |

### Teatro y espectáculos (Selección)
- Cielo Andaluz 1989
- Balcón de España
- La cancela de oro 1974.
- Un pasodoble español 1970, en colaboración con Tony Leblanc (autor de la canción) (Cántame un pasodoble español).
- Balcón de España 1958.